# Lago di Kapchagay
Il lago di Kapchagay è uno dei più importanti bacini artificiali dell'Asia centrale, una grande riserva di acqua situata nella regione di Almaty, nel sud-est del Kazakistan, circa 60 km a nord della capitale provinciale Almaty, l'antica capitale della ex repubblica sovietica. Il lago misura 180 km di lunghezza ed ha una superficie di 1847 km² (37° bacino artificiale al mondo per volume) e si è formato in seguito alla costruzione di una centrale idroelettrica sul fiume Ili, un grosso fiume che scende giù dalle montagne ad est del lago, per poi sfociare nel lago Balkhash, a nord-ovest. Deve il nome alla città di Kapchagay, situata sulle sue sponde occidentali, fondata nel 1970 e che contava, nel 2009, 39.485 abitanti. Durante i mesi estivi il lago attira un buon numero di turisti provenienti da Almaty, che frequentano le sue spiagge nel fine settimana.

## Problemi ambientali
La diga di Kapchagay venne completata alla fine del 1969 e iniziò lentamente a riempire il lago nel 1970, durante un periodo di venti anni. Secondo i fautori del progetto, il bacino idroelettrico poteva fornire una gran quantità ambientale di acqua, da utilizzare anche per irrigare i terreni agricoli delle zone aride della regione. Tuttavia gli ambientalisti espressero profonda preoccupazione per l'impatto ambientale sul lago Balkhash, dal momento che il bilanciamento e l'approvvigionamento idrico sarebbero stati irreparabilmente disturbati. Tra il 1970 e il 1985, il volume del lago Balkhash, per alimentare direttamente il lago di Kapchagay, diminuì di 39 km³ e nel 1987 raggiunse il livello più basso mai registrato, raggiungendo i 2,2 m circa di profondità. Nel 1988, fortunatamente, la situazione migliorò quando il volume del Balkhash aumentò nuovamente grazie all'apporto dei fiumi provenienti da est; tuttavia, da allora la qualità della sua acqua è peggiorata drasticamente ed è divenuta sempre più salata.

### Pesca e agricoltura
La formazione del bacino artificiale ha avuto un forte impatto sulle popolazioni di pesci della regione, specialmente se si tiene in conto del fatto che da allora le sue acque sono solcate da pescherecci dediti ad uno sfruttamento commerciale, alimentando l'economia locale. Nel 1975, nel lago vennero censite 24 specie di pesci, ma nel 1980 il numero era già sceso a 18, colpendo direttamente l'industria ittica. Tuttavia, tra il 1985 e il 1991, quando il lago raggiunse la sua attuale capacità, le scorte di pesci nel lago si stabilizzarono e dal 1980 si è riscontrato un forte aumento dell'industria ittica, dopo il suo crollo negli anni settanta. Il lago è stato anche responsabile dell'innalzamento del livello delle acque sotterranee che ha reso impossibile la coltivazione sulle terre adiacenti al lago in molte zone. Di conseguenza, molti villaggi agricoli della zona, come Akozek, Kerbulak e Chengildi, si trovano ora a diversi chilometri dal lago, piuttosto che sulle sue rive.

## Galleria d'immagini

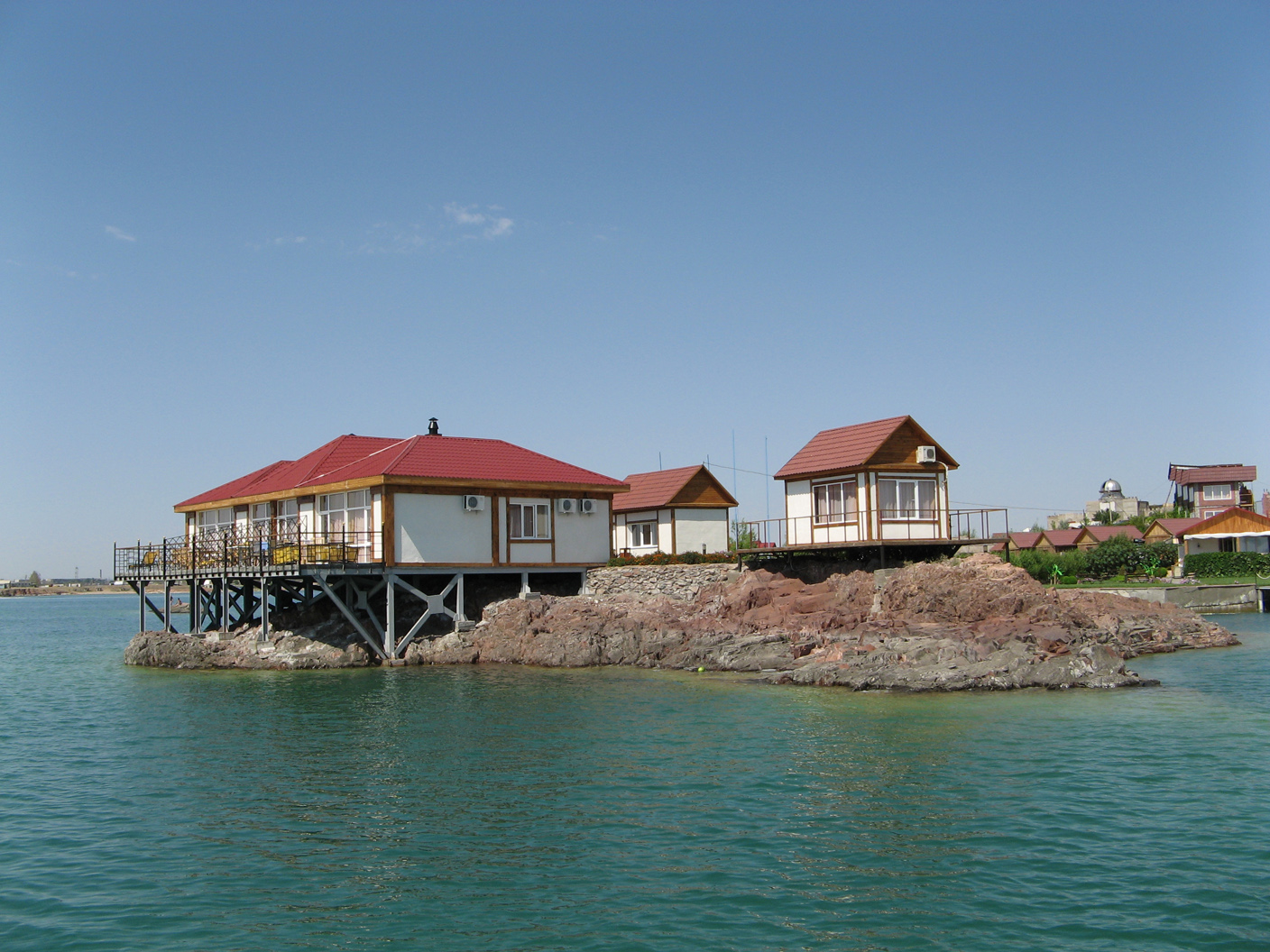
Veduta del lago artificiale
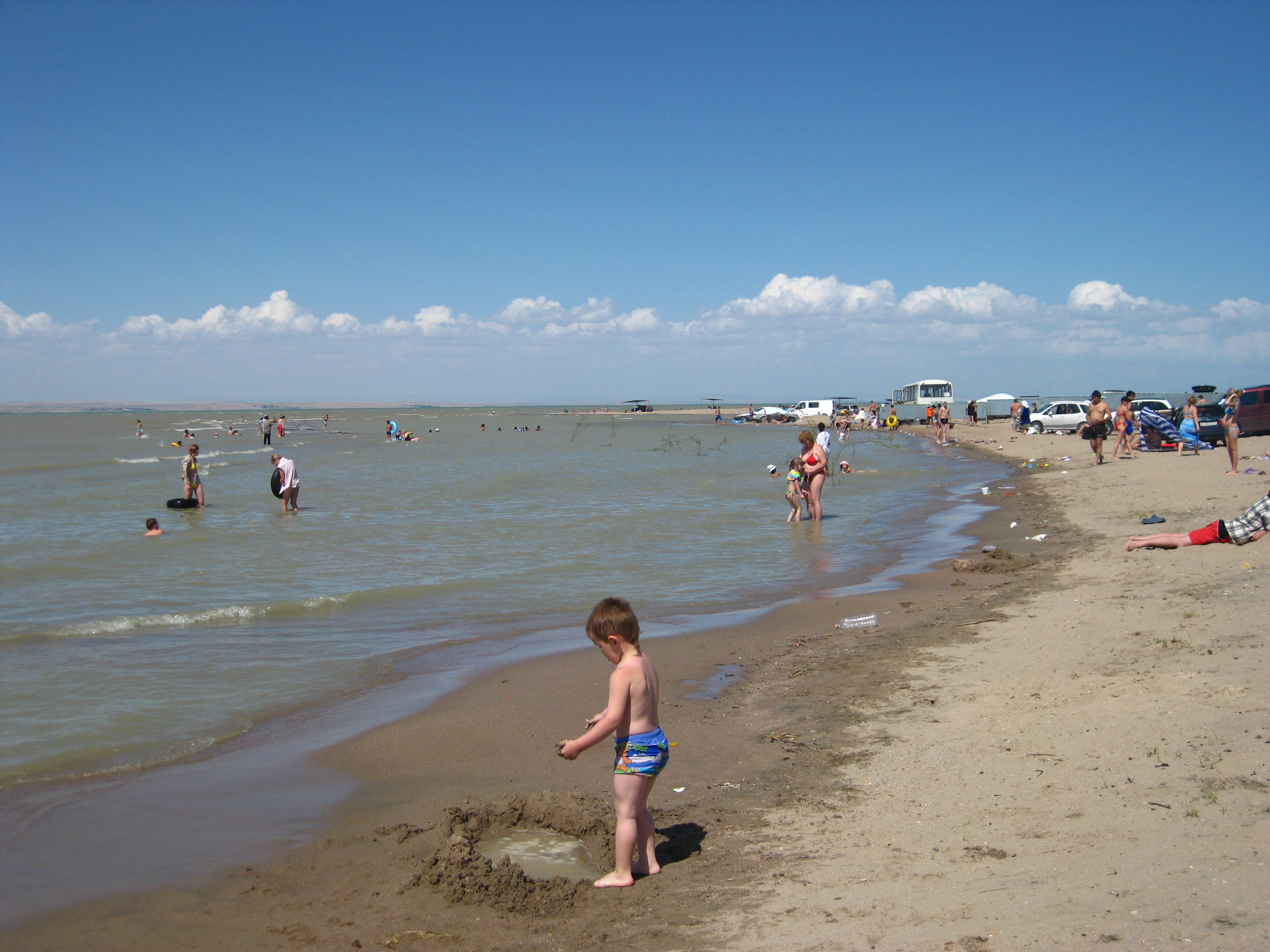
Bagnanti sulle sponde del lago
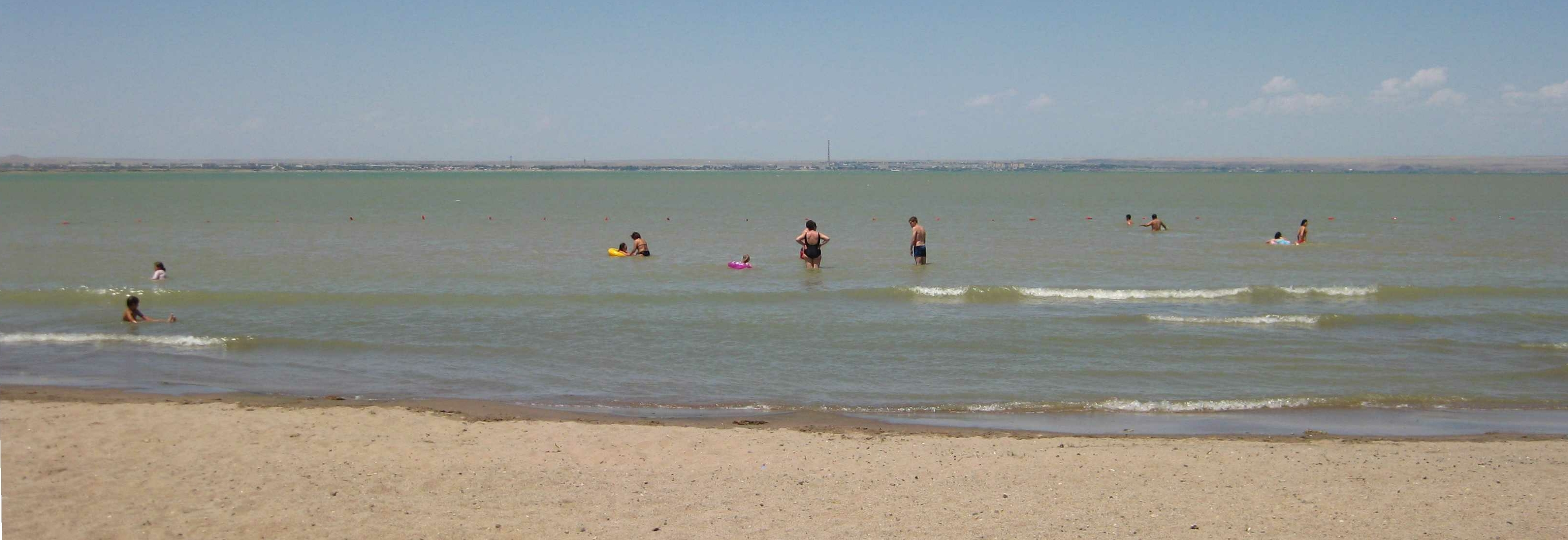